# Илия Попов (вицеадмирал)
Илия Иванов Попов е български морски офицер, вицеадмирал.

## Биография
Илия Попов е роден на 27 ноември 1936 г. в гр. Ловеч. Завършва Пълно средно смесено училище „Христо Кърпачев“ (Ловеч) (1954). Постъпва в Морското училище (Варна) и завършва като първенец на випуск с офицерско звание лейтенант (1958). Служи във Военноморските сили на бойни кораби, дислоцирани в Балчик, Варна и Бургас. Квалифицира се като командир на ПЛО кораби (1964). Завършва Военноморската академия в Ленинград със златен медал (1970), курс за командири на ескадрени миноносци (1965), Военната академия „Георги Раковски“ (1973) и Генерал-щабен факултет (ГЩФ), приравнен на Генерал-щабна академия във ВА „Г.Раковски“ (1986). През 1976 г. е вербуван за агент от III управление (военно контраразузнаване) на Държавна сигурност с псевдоним Стефанов. Снет е от действащ оперативен отчет през 1989 г.
Служи като началник-щаб на дивизион, старши помощник-началник на Оперативния отдел на щаба на Военноморския флот (ВМФ), началник отдел „Оперативно-бойна подготовка на ВМФ“, секретар на Военния съвет, началник на Оперативния отдел на щаба на ВМФ. Участва във всички тренировки и учения на ВМФ. От 1988 г. е заместник-началник на щаба на ВМФ, а от 1990 г. е началник-щаб на ВМС. Заместник-началник по ВМС на Генералния щаб на Българската армия (от 1994 г.). На 3 май 1996 г. е удостоен със звание вицеадмирал. На 19 август 1996 г. е освободен от длъжността заместник-началник на ГЩ на БА по Военноморските сили, считано от 1 септември 1996 г. През същата година поради достигане до пределна възраст от 60 г. е освободен от военна служба.
През 2001 г. е снет от запаса по пределна възраст за запас. Член на Управителния съвет на Асоциацията на възпитаниците на Морското училище и почетен председател на нейната Ловешка секция от 2002 г. Председател на Общинския съвет на СОСЗР във Варна.
Вицеадмирал Илия Попов умира на 17 май 2019 г.

## Военни звания
- Лейтенант (1958)
- Старши лейтенант (1961)
- Капитан-лейтенант (1965)
- Капитан III ранг (1970)
- Капитан II ранг (1975)
- Капитан I ранг (1980)
- Контраадмирал (1990)
- Вицеадмирал (3 май 1996)